# Bombardeig de Barcelona (gener de 1938)
|  | Si cerqueu altres usos, vegeu Bombardeig de Barcelona. |

El bombardeig aeri de Barcelona de l'1 al 30 de gener de 1938 es va produir en el context de la Guerra Civil espanyola, per part de l'aviació legionària italiana des de les seves bases a Mallorca (Illes Balears), causant 210 morts i 125 ferits, i són destruïts totalment o parcialment 87 edificis.

## Antecedents
El 16 d'agost de 1936, Alberto Bayo va desembarcar acompanyat de 8.000 milicians a la Punta de n'Amer i Porto Cristo a l'illa de Mallorca (Balears), però l'arribada de reforços italians comandats per Arconovaldo Bonaccorsi feu fracassar l'operació, i es reembarcà des del 5 de setembre al 12 de setembre.
Des del bombardeig de Guernica el 1937 s'havia posat en marxa un nou tipus de guerra bastant poc comú fins al moment. Es tractava d'atacar i bombardejar objectius merament civils per tal d'atemorir la població i produir terror i desgast psicològic a la rereguarda republicana.

## Bombardeigs
Entre els bombardeigs destaca el del 30 de gener de 1938, quan els Savoia-Marchetti SM.79 trimotors de l'aviació legionària van atacar a les 9 del matí, amb una sola passada a 5.300 metres d'altura la zona de la Catedral i la Plaça Nova, tocant edificis de Sant Domènec del Call i el carrer de la Palla, on hi havia un refugi, i es destruí la guarderia infantil de la Plaça de Sant Felip Neri.
A les 11:20h, quan ja s'estava procedint al desenrunament, es va produir un segon bombardeig amb una sola passada a 6.000 metres sobre el port, Barceloneta i Ciutat Vella, que va destruir per complet la Plaça de Sant Felip Neri i va provocar l'esfondrament del soterrani on s'havien refugiat la canalla (només a la plaça hi van morir 42 persones, 20 dels quals infants). Mentre les cases de la Barceloneta patien una pluja de bombes, les ràfegues de metralladora van apuntar directament a les famílies que corrien desesperades cap als refugis antiaeris.

## Conseqüències
Entre les dues accions hi hagué 210 morts i 125 ferits, i són destruïts totalment o parcialment 87 edificis. La destrucció només deixa en peu la façana de l'Església de Sant Felip Neri de Barcelona i part de la seva estructura. Avui dia encara s'hi poden veure les restes de bales i metralla a la façana.